# Solen lyser
Solen lyser är en psalmtext för söndagsskolan som är skriven av okänd författare. Musiken är skriven av Valfrid Wikholm. 

## Publicerad i
- Svensk söndagsskolsångbok 1929 som nummer 263 under rubriken "XXII. Naturen och årstiderna"